# 2015-ös Formula–E Buenos Aires nagydíj
A 2015-ös Buenos Aires ePrix, formálisan a 2015-ös FIA Formula–E Buenos Aires nagydíj egy a Formula–E elektromos autók világbajnokságához tartozó nagydíj volt 2015. január 10-én. A futamot Buenos Airesben, az utcai Puerto Madero Street Circuit versenypályán rendezték. Ez volt a negyedik bajnoki verseny az együléses, elektromos meghajtású autóverseny-sorozat első idényében. Az első rajtkockából Sébastien Buemi indulhatott és versenyt António Félix da Costa nyerte meg,

## Időmérő
| Helyezés | Rajtszám | Versenyző              | Csapat          | Idő        | Különbség | Rajthely |
| -------- | -------- | ---------------------- | --------------- | ---------- | --------- | -------- |
| 1        | 9        | Sébastien Buemi        | e.dams-Renault  | 1:09.134   | -         | 1        |
| 2        | 3        | Jaime Alguersuari      | Virgin Racing   | 1:09.161   | +0.027    | 2        |
| 3        | 23       | Nick Heidfeld          | Venturi         | 1:09.367   | +0.233    | 3        |
| 4        | 2        | Sam Bird               | Virgin Racing   | 1:09.388   | +0.254    | 4        |
| 5        | 11       | Lucas di Grassi        | Audi Sport ABT  | 1:09.521   | +0.387    | 5        |
| 6        | 27       | Jean-Éric Vergne       | Andretti        | 1:09.527   | +0.393    | 6        |
| 7        | 8        | Nicolas Prost          | e.dams-Renault  | 1:09.636   | +0.502    | 7        |
| 8        | 55       | António Félix da Costa | Amlin Aguri     | 1:09.658   | +0.524    | 8        |
| 9        | 99       | Nelson Piquet, Jr.     | China Racing    | 1:09.742   | +0.608    | 9        |
| 10       | 5        | Karun Chandhok         | Mahindra Racing | 1:09.875   | +0.741    | 10       |
| 11       | 30       | Stéphane Sarrazin      | Venturi         | 1:10.165   | +1.031    | 11       |
| 12       | 66       | Daniel Abt             | Audi Sport ABT  | 1:10.329   | +1.195    | 12       |
| 13       | 6        | Oriol Servià           | Dragon Racing   | 1:10.588   | +1.454    | 13       |
| 14       | 28       | Marco Andretti         | Andretti        | 1:10.713   | +1.579    | 14       |
| 15       | 88       | Ho-Pin Tung            | China Racing    | 1:11.049   | +1.915    | 15       |
| 16       | 23       | Salvador Durán         | Amlin Aguri     | 1:11.331   | +2.197    | 16       |
| 17       | 18       | Michela Cerruti        | Trulli          | 1:11.785   | +2.651    | 17       |
| 18       | 7        | Jérôme d’Ambrosio      | Dragon Racing   | 1:12.239   | +3.105    | 18       |
| 19       | 21       | Bruno Senna            | Mahindra Racing | 1:13.209   | +4.075    | 19       |
| 20       | 10       | Jarno Trulli           | Trulli          | Idő nélkül |           | 20       |

## Futam
| Helyezés | Rajtszám | Versenyző              | Csapat          | Kör | Idő/Kiesés oka      | Rajthely | Pont |
| -------- | -------- | ---------------------- | --------------- | --- | ------------------- | -------- | ---- |
| 1        | 55       | António Félix da Costa | Amlin Aguri     | 35  | 48:52.100           | 8        | 25   |
| 2        | 8        | Nicolas Prost          | e.dams-Renault  | 35  | +5.354              | 7        | 18   |
| 3        | 99       | Nelson Piquet, Jr.     | China Racing    | 35  | +8.552              | 9        | 15   |
| 4        | 3        | Jaime Alguersuari      | Virgin Racing   | 35  | +11.148             | 2        | 12   |
| 5        | 21       | Bruno Senna            | Mahindra Racing | 35  | +11.535             | 19       | 10   |
| 6        | 27       | Jean-Éric Vergne       | Andretti        | 35  | +13.319             | 6        | 8    |
| 7        | 2        | Sam Bird               | Virgin Racing   | 35  | +13.617             | 4        | 8*   |
| 8        | 23       | Nick Heidfeld          | Venturi         | 35  | +15.464             | 3        | 4    |
| 9        | 6        | Oriol Servià           | Dragon Racing   | 35  | +19.334             | 13       | 2    |
| 10       | 30       | Stéphane Sarrazin      | Venturi         | 35  | +28.973             | 11       | 1    |
| 11       | 88       | Ho-Pin Tung            | China Racing    | 35  | +37.858             | 15       |      |
| 12       | 28       | Marco Andretti         | Andretti        | 34  | +1 kör              | 14       |      |
| 13       | 66       | Daniel Abt             | Audi Sport ABT  | 34  | +2 kör              | 12       |      |
| 14       | 7        | Jérôme d’Ambrosio      | Dragon Racing   | 33  | +2 kör              | 18       |      |
| Ki       | 10       | Jarno Trulli           | Trulli          | 30  | Mechanikai probléma | 20       |      |
| Ki       | 11       | Lucas di Grassi        | Audi Sport ABT  | 26  | Felfüggesztés       | 5        |      |
| Ki       | 9        | Sébastien Buemi        | e.dams-Renault  | 23  | Felfüggesztés       | 1        | 3*   |
| Ki       | 18       | Michela Cerruti        | Trulli          | 20  | Mechanikai probléma | 17       |      |
| Ki       | 5        | Karun Chandhok         | Mahindra Racing | 15  | Felfüggesztés       | 10       |      |
| Kiz      | 77       | Salvador Durán         | Amlin Aguri     | 35  | +14.724*            | 16       |      |

Jegyzetek:
- 3 pont a Pole-pozícióért.
- 2 pont a futamon futott leggyorsabb körért.
- Salvador Durán-t a futam után kizárták a túlzott energiafogyasztás miatt.

## A bajnokság állása a futam után
Versenyzők
| Helyezés | Versenyző         | Pont |
| -------- | ----------------- | ---- |
| 1        | Lucas di Grassi   | 58   |
| 2        | Sam Bird          | 48   |
| 3        | Sébastien Buemi   | 43   |
| 4        | Nicolas Prost     | 42   |
| 5        | Nelson Piquet Jr. | 37   |

Konstruktőrök
| Helyezés | Konstruktőr    | Pont |
| -------- | -------------- | ---- |
| 1        | e.dams Renault | 85   |
| 2        | Virgin Racing  | 74   |
| 3        | Audi Sport ABT | 62   |
| 4        | Andretti       | 41   |
| 5        | Dragon Racing  | 38   |

- Jegyzet: Csak az első 5 helyezett van feltüntetve mindkét táblázatban.